# Bernard Skarbek
Bernard Skarbek (ur. 1 lipca 1921 w Zakroczymiu, zm. 24 kwietnia 2022 w Canberze) – polski uczestnik II wojny światowej, podpułkownik WP w stanie spoczynku.

## Życiorys
Jego ojciec był policjantem. Po wybuchu II wojny światowej wraz z rodziną został w lutym 1940 deportowany przez sowietów na Syberię i skazany na 10 lat łagru. W 1942 wstąpił do tworzonej w ZSRR Armii Polskiej na Wschodzie. Brał udział w kampanii włoskiej w stopniu starszego strzelca w ramach 3. Karpackiego Batalionu Łączności 3. Dywizji Strzelców Karpackich 2. Korpusu Polskiego. Był uczestnikiem między innymi bitew o Monte Cassino, Ankonę, Loreto oraz Bolonię. Po wojnie osiadł w Wielkiej Brytanii, a następnie Australii. Od 1956 działa w Stowarzyszeniu Polskich Kombatantów w Australii, będąc członkiem Zarządu SPK w Australii oraz wieloletnim prezesem koła Nr 5 w Canberze.

## Ordery i odznaczenia
- Krzyż Oficerskim Orderu Odrodzenia Polski (2016)[4],
- Krzyż Kawalerski Orderu Odrodzenia Polski (2002)[5],
- Krzyż Walecznych[3],
- Order of Australia (1990)[5],
- Brązowy Krzyż Zasługi z Mieczami[3],
- Medal „Pro Memoria”[3].